# Avelinópolis
Avelinópolis este un oraș în Goiás (GO), Brazilia. 